# Konrad von Steiger
Traugott Franz Konrad von Steiger (* 10. November 1862; † 21. Februar 1944) war ein Schweizer Architekt und Berner Kantonsbaumeister.

## Leben
Konrad von Steiger studierte an der Technischen Hochschule Stuttgart und an der Technischen Hochschule Karlsruhe Architektur. Er wurde Mitglied des Corps Stauffia Stuttgart und 1885 des Corps Franconia Karlsruhe. Nach dem Studium kehrte er nach Bern zurück, wo er als Architekt und Kantonsbaumeister tätig war.
Er plante und errichtete zahlreiche Gebäude, häufig im sachlichen Heimatstil, die heute zum Inventar der Neueren Schweizer Architektur der Stadt Bern zugerechnet werden oder zum Schweizerischen Inventar der Kulturgüter von nationaler Bedeutung gehören.
Steiger war Offizier der Schweizer Armee. Als Infanteriehauptmann im Etappendienst wurde er 1914 zum Major befördert.

## Werk

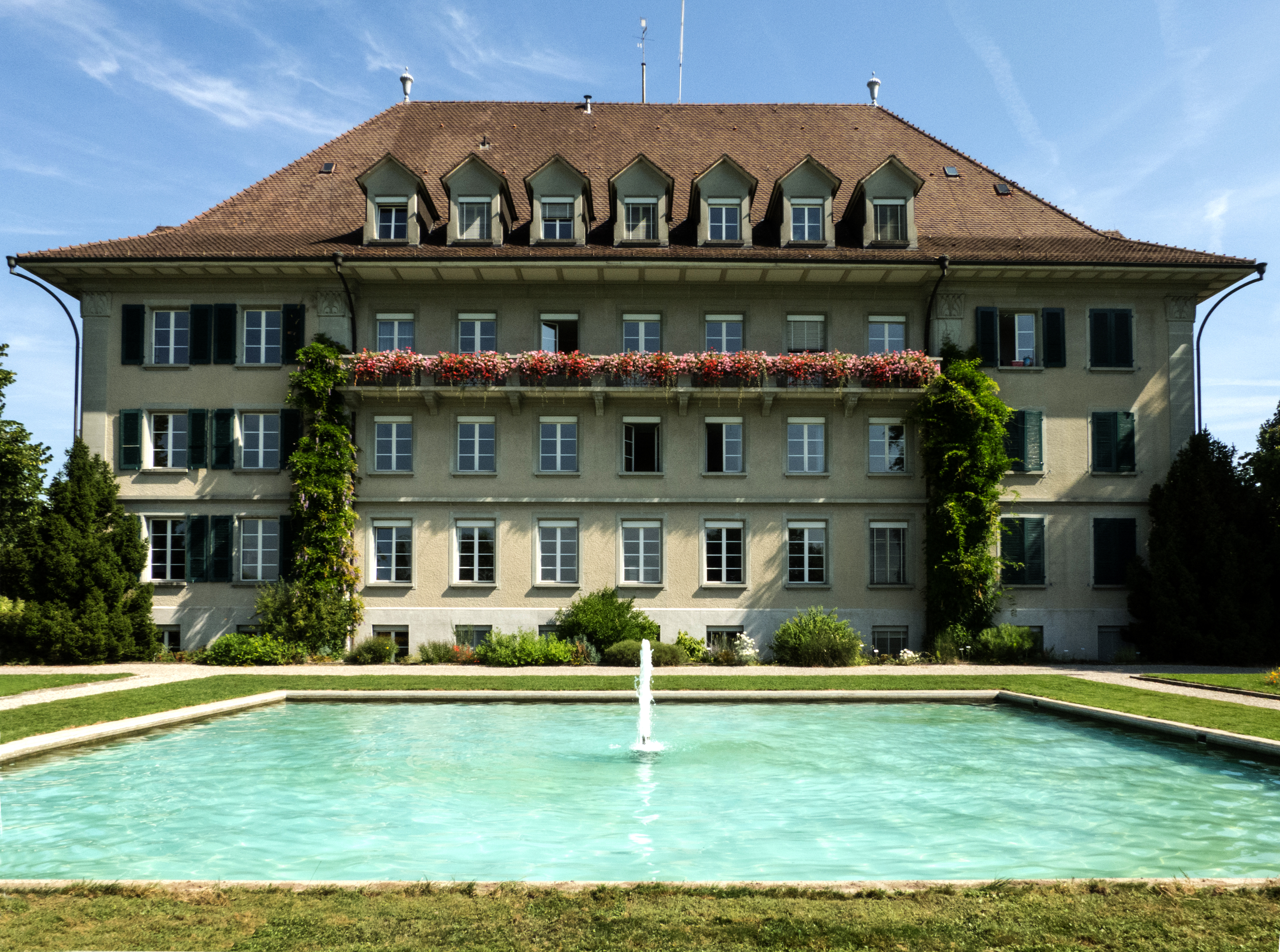
Gartenbauschule Oeschberg

### Bauwerke
- Kantonale Gartenbauschule Oeschberg in Koppigen, um 1920
- Flachgedeckte Villa, Lombachweg, Bern, 1906 (zusammen mit Albert Gerster)[5]
- Kantonales Oberseminar, Muesmattstrasse 27, Bern, 1904[6]
- Kantonales Frauenspital, Schanzeneckstrasse 1, Bern, Erweiterungen 1910–1912 und 1919–1921[7]
- Botanischer Garten, Altenbergrain, Bern

- Umbau, Anbau eines Hörsaales, neue Orangerie und Palmenhaus, 1904
- Fischbruthäuschen, 1907
- Forschungsinstitut auf Westseite, 1950 (posthum realisiert)

- «Alte Klinik» (Psychiatrische Klinik der Universität Bern), 1911–1913[9]

### Schriften
- Die Erweiterungsbauten am kantonalen Frauenspital in Bern. 1922. (Zusammen mit Hans Guggisberg und Arnold Brönnimann (Herausgeber))